# Pepe Justicia
Pepe Justicia (eigentlich José Moreno Justicia; * 19. März 1960 in Mancha Real, Jaén; † 10. November 2024) war ein spanischer Flamenco-Gitarrist.

## Leben und Wirken
Im Alter von vier Jahren lernte er von seinem älteren Bruder die ersten Akkorde auf der Gitarre, in den folgenden Jahren bildete er sich autodidaktisch weiter. Bereits frühzeitig zeigte sich seine Offenheit gegenüber unterschiedlichsten Musikrichtungen. So erlernte er die aktuelle Popmusik seiner Zeit von Schallplatten, brachte sich aber auch das Notenlesen bei und beschäftigte sich mit klassischen Gitarrenwerken, bevor er sich der Flamencogitarre zuwandte, mit der er seit seinem fünfzehnten Lebensjahr erste Bühnenerfahrungen als Gesangs- und Tanzbegleiter sammeln konnte. Seine Verbindung zu den Zigeunern seiner Heimatregion half ihm die Rhythmen, Regeln und das Wesen des Flamenco zu erlernen und seinen eigenen Flamencostil zu definieren.
Nachdem er mit 19 Jahren nach Madrid gezogen war, kehrte er 1984 wieder nach Andalusien zurück, um sich von Jerez aus, einem der wichtigsten Zentren des Flamenco in Südspanien, sowohl als Solist als auch mit einem eigenen Ensemble seiner Karriere zu widmen. Seither begleiteten ihn immer wieder prominente spanische Flamencosänger und Tänzer aus Jerez.
Pepe Justicia veröffentlichte mehrere Tonträger, deren Eigenkompositionen von verschiedenen Stilrichtungen beeinflusst sind – vom klassischen Flamenco, Klassik oder Jazz bis zur Popmusik. Auf dem Album Goldberg en flamenco verband er die Goldberg-Variationen mit dem Flamenco. Neben seiner Konzerttätigkeit unterrichtete er zunächst am Conservatorio Superior de Danza de Málaga, seit den 2010er Jahren gehörte er zum Kollegium der Abteilung Flamencotanz am Conservatorio Profesional de Danza de Málaga Pepa Flores.
Er erhielt renommierte Auszeichnungen, so den Premio Internacional de Guitarra Flamenca, Jerez 1987 und 1999, oder den Premio Nacional de la Crítica für das beste Album mit Flamenco-Gitarrenmusik 2003.
Am 10. November 2024 starb José Moreno Justicia im Alter von 64 Jahren.

## Diskographie
- Xauen. 1987.
- Azules. 1992.
- Dunas. 1995.
- Poesía para seis cuerdas. 2001.
- Solo agua. 2002.
- ...Y tiempo. 2003.
- Trece noches. 2006.
- Goldberg en flamenco. 2015.
- Azules. 2020 mit Susana Trujillo (Gesang)